# Distrito de Quiaca
El distrito peruano de Quiaca es uno de los 10  distritos que conforman la Provincia de Sandia, ubicada en el Departamento de Puno, perteneciente a la Región Puno,  en el sudeste Perú.
Desde el punto de vista jerárquico de la Iglesia católica forma parte de la Prelatura de Ayaviri en la Arquidiócesis de Arequipa.

## Demografía
La población estimada en el año 2000 es de 2 177 habitantes.

## Autoridades

### Municipales
- 2015 - 2018[3]
  - Alcalde: Víctor Ugarte Chambi, de Democracia Directa.
  - Regidores:

  1. Alejandro Bobadilla López (Democracia Directa)
  2. Nicolás Mamani Paye (Democracia Directa)
  3. Paulina Gemio Rodríguez (Democracia Directa)
  4. Ignacio Condori Pacha (Democracia Directa)
  5. Valentín Quispe Ticona[4] (Moral y Desarrollo)